# Grand-duché d'Oldenbourg
1829–1918
Entités précédentes :
- Duché d'Oldenbourg

Entités suivantes :
- État libre d'Oldenbourg

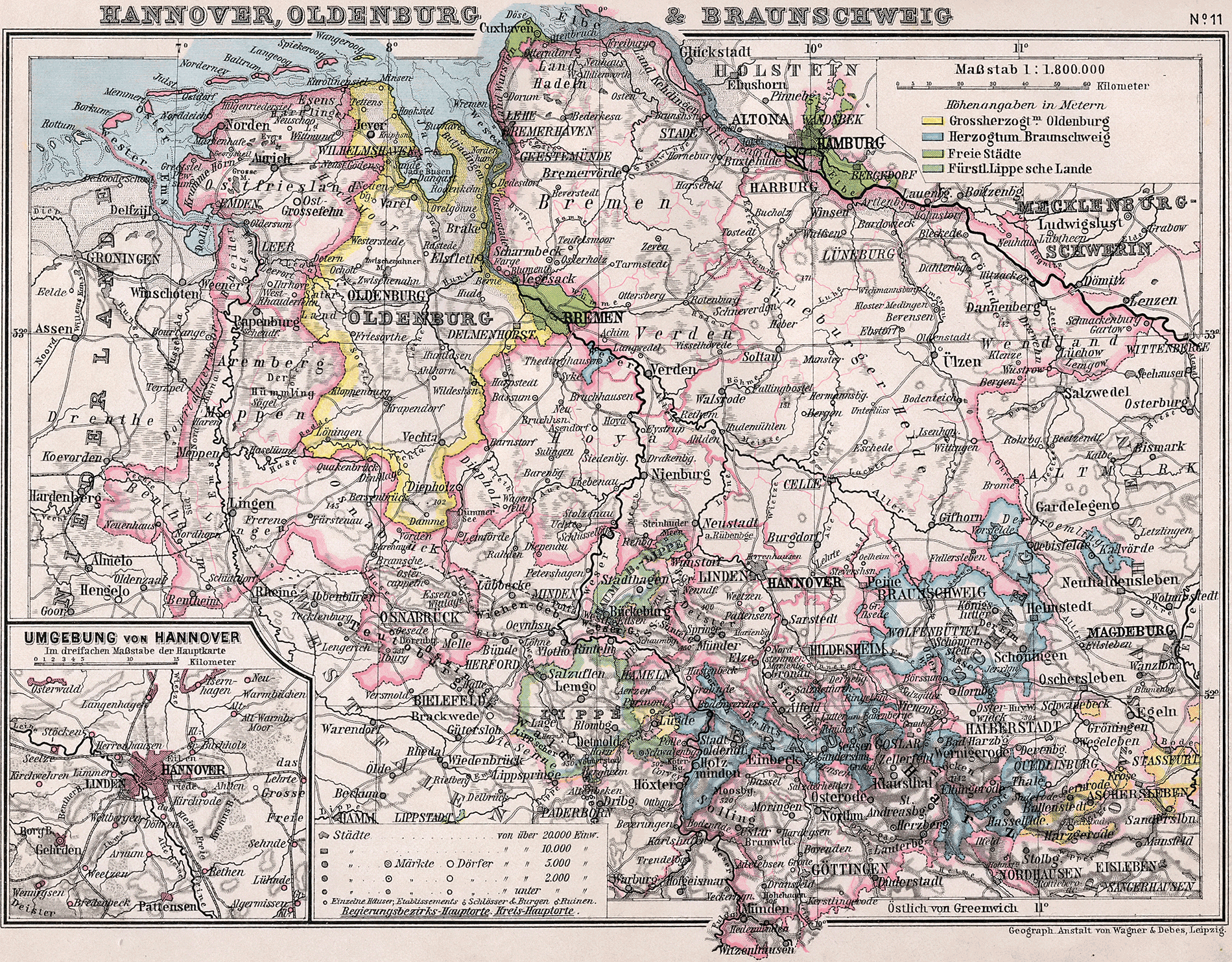
Le grand-duché d'Oldenbourg en 1905.

Le grand-duché d'Oldenbourg (en allemand : Großherzogtum Oldenburg) est un ancien État allemand (1829-1918), membre de la Confédération germanique (1829-1866), puis de la confédération de l'Allemagne du Nord (1867-1871) et de l'Empire allemand (1871-1918).
Nommé d'après sa capitale, Oldenbourg (en allemand : Oldenburg ; en bas-allemand : Ollnborg), la majeure partie de son territoire était située près de l'embouchure de la Weser.
La famille régnante était une branche cadette de la maison de Holstein-Gottorp, membre de la dynastie des Oldenbourg.
Le grand-duché d'Oldenbourg succéda au duché d'Oldenbourg, en vertu de l'article 34 de l'acte final du congrès de Vienne du 9 juin 1815, qui conféra le titre de grand-duc d'Oldenbourg à Guillaume d'Oldenbourg ; ce titre n'est cependant pas utilisé avant l'avènement d'Auguste Ier d'Oldenbourg en 1829.
Le grand-duché d'Oldenbourg exista de 1815 à 1918, puis fut transformé en État libre d'Oldenbourg jusqu'en 1946.

## Création
L'article 34 de l'acte final du congrès de Vienne du 9 juin 1815 (en allemand : Wiener Kongreß-Akte vom 8. Juni 1815) conféra au duc d'Oldenbourg le titre de grand-duc (en allemand : Großherzogt von Oldenburg). Mais le duc Guillaume (Peter Friedrich Wilhelm von Oldenburg) était incapable de régner. Depuis le 6 juillet 1785, son cousin, le prince Pierre (Peter Friedrich Ludwig von Oldenburg), était le régent du duché. À la mort du duc Guillaume, le 2 juillet 1823, il devint duc, sous le nom de Pierre Ier (Peter I. ). Il ne fit jamais usage du titre de grand-duc. À sa mort, le 21 mai 1829, son fils, le prince Auguste (Paul Friedrich August von Oldenburg), devint duc, sous le nom d'Auguste Ier (August I.). Ce ne fut que par la patente du 28 mai 1829, dite d'assomption de la maison ducale d'Oldenbourg au titre grand-ducal, qu'il prit le titre de grand-duc d'Oldenbourg et donna à l'ensemble de ses possessions le nom de grand-duché d'Oldenbourg. La diète de la Confédération germanique (en allemand : Bundesversammlung ou Bundestag) en prit acte le 4 juin suivant.

## Territoire
Le territoire du grand-duché d'Oldenbourg comprenait :
- Le duché d'Oldenbourg (en allemand : Herzogtum Oldenburg) proprement dit est de loin le plus vaste. Situé à l'ouest de la Weser, il est enclavé dans le royaume de Hanovre (puis dans la province de Hanovre lorsque ce royaume fut annexé par la Prusse en 1866).
- La principauté de Lübeck (en allemand : Fürstentum Lübeck), sur la mer Baltique au nord de la ville du même nom.
- La principauté de Birkenfeld (en allemand : Fürstentum Birkenfeld) est enclavée dans la province de Rhénanie (faisant partie du royaume de Prusse) autour de la ville de Birkenfeld.

Le duché d'Oldenbourg comprenait :
- Le comté d'Oldenbourg (en allemand : Grafschaft Oldenburg) ;
- Le comté de Delmenhorst (en allemand : Grafschaft Delmenhorst) ;
- La partie oldenbourgeoise de l'ancienne principauté épiscopale de Münster (en allemand : Hochstift Münster) ;
- L'ancien bailliage hanovrien de Wildeshausen (de) (en allemand : Amt Wideshausen) ;
- La seigneurie de Jever (en allemand : Herrschaft Jever) ;
- La seigneurie de Varel (de) (en allemand : Herrschaft Varel) ;
- La seigneurie de Kniphausen (en allemand : Herrschaft Kniphausen).

La constitution du grand-duché date de 1852. La famille de Holstein-Gottorp en a la charge héréditaire jusqu'à la fin de l'Empire allemand (1918).

## Titres et armoiries

### Titulature du grand-duc

#### Petit titre
« Grand-duc d'Oldenbourg » (en allemand : Großherzog von Oldenburg).

#### Titre moyen
« Grand-duc d'Oldenbourg, prince de Lubeck et de Birkenfeld » (en allemand : Großherzog von Oldenburg, Fürst von Lübeck und Birkenfeld).

#### Grand titre
« Grand-duc d'Oldenbourg, duc de Schleswig, de Holstein, de Stormarn et de Dithmarse, prince de Lübeck et de Birkenfeld, seigneur de Jever et de Kniphausen » (en allemand : Großherzog von Oldenburg, Herzog von Schleswig, Holstein, Stormarn und Dithmarschen, Fürst von Lübeck und Birkenfeld, Herr von Jever und Kniphausen).

### Armorial du grand-duché

Petites armes du grand-duché d'Oldenbourg.

Blasonnement des petites armes du grand-duché d'Oldenbourg :
Écartelé : 1, d'or à deux fasces de gueules (d'Oldenbourg) ; 2, d'azur, à la croix pattée, au pied fiché d'or (de Delmenhorst) ; 3, d'azur, à la croix pattée et couronnée, au pied fiché d'or (de la principauté de Lubeck) ; 4, échiqueté de gueules et d'argent (de Birkenfeld) ; enté en pointe d'azur, au lion d'or, armé et lampassé de gueules (de Jever).
Les petites armes du grand-duché d'Oldenbourg étaient ainsi composées des armes suivantes :

Blason du comté d'Oldenbourg.
Blason du comté de Delmenhorst.
Blason de la principauté de Lübeck.
Blason de la principauté de Birkenfeld.
Blason de la seigneurie de Jever.

Grandes armes du grand-duché d'Oldenbourg.

Blasonnement des grandes armes du grand-duché d'Oldenbourg :
Parti de un et coupé de deux : 1, de gueules, au lion couronné d'or, tenant dans ses pattes une hache danoise d'argent, emmanchée du second (de Norvège) ; 2, d'or, à deux lions léopardés d'azur, armés et lampassés de gueules (de Schleswig) ; 3, de gueules, à la feuille d'ortie d'argent (de Holstein) ; 4, de gueules, au cygne d'argent, becqué, membré et colleté d'une couronne d'or (de Storman) ; 5, de gueules, au cavalier armé d'argent (de Ditmarsie) ; 6, d'or au lion de sable armé et lampassé de gueules (de Kniphausen) ; sur-le-tout écartelé : 1, d'or à deux fasces de gueules (d'Oldenbourg) ; 2, d'azur, à la croix pattée, au pied fiché d'or (de Delmenhorst) ; 3, d'azur, à la croix pattée et couronnée, au pied fiché d'or (de la principauté de Lübeck) ; 4, échiqueté de gueules et d'argent (de Birkenfeld) ; enté en pointe d'azur, au lion d'or, armé et lampassé de gueules (de Jever).
Les grandes armes du grand-duché d'Oldenbourg ajoutaient ainsi au petites armes, les écus suivants :

Blason du royaume de Norvège.
Blason du duché de Schleswig.
Blason du duché de Holstein.
Blason de Storman.
Blason de Ditmarsie.
Blason de la seigneurie de Kniphausen.

## Liste des grands-ducs d’Oldenbourg
- 17 janvier 1829-27 février 1853 : Auguste Ier
- 27 février 1853-13 juin 1900 : Pierre II
- 13 juin 1900-11 novembre 1918 : Frédéric-Auguste II

## Liste des prétendants au trône d’Oldenbourg
- 11 novembre 1918-24 février 1931 : Frédéric-Auguste II
- 24 février 1931-3 avril 1970 : Nicolas d'Oldenbourg

- 3 avril 1970-20 septembre 2014 : Antoine-Gunther d'Oldenbourg
- Depuis le 20 septembre 2014 : Christian d'Oldenbourg

## Liste des ministres d’État du grand-duché d’Oldenbourg
- Du 12.10.1814 au 30.06.1842 : Karl Ludwig Friedrich Josef von Brandenstein (de) (1760-1847)
- Du 01.07.1842 au 09.09.1843 : Günther von Berg (de) (1765-1843)
- Du 09.09.1843 au 01.08.1848 : Wilhelm Ernst von Beaulieu-Marconnay (de) (1786-1859)
- Du 01.08.1848 au 13.08.1849 : Johann Heinrich Jakob Schloifer (de) (1790-1867)
- Du 13.08.1849 au 01.05.1851 : Christian Diedrich von Buttel (de) (1801-1878)
- Du 01.05.1851 au 23.06.1874 : Peter Friedrich Ludwig von Rössing (de) (1805-1874)
- Du 23.06.1874 au 01.10.1876 : Karl Heinrich Ernst von Berg (de) (1810-1894)
- Du 01.10.1876 au 14.03.1890 : Friedrich Andreas Ruhstrat (de) (1818-1896)
- Du 14.03.1890 au 19.08.1900 : Gerhard Friedrich Günther Jansen (de) (1831-1914)
- Du 19.08.1900 au 17.08.1908 : Wilhelm Friedrich Willich (de) (1846-1917)
- Du 17.08.1908 au 03.01.1916 : Friedrich Julius Heinrich Ruhstrat (de) (1854-1916)
- Du 03.01.1916 au 06.11.1918 : Franz Friedrich Ruhstrat (de) (1859-1935)

## Subdivisions administratives

### Duché d'Oldenbourg
Le duché d'Oldenbourg (Herzogtum Oldenburg) était l'une des trois subdivisions principales. Son chef-lieu était Oldenbourg (Oldenburg). Sa superficie était de 5 383,30 km2 en 1900 et de 5 384,63 km2 en 1910. Sa population était de 318 434 habitants en 1900 et de 391 246 en 1910.
- Bailliage d'Abbehausen (de) (jusqu'en 1858, intégré au bailliage de Stollhamm (de))
- Bailliage de Berne (de) (jusqu'en 1879, intégré au bailliage d'Elsfleth (de))
- Bailliage de Bockhorn (de) (jusqu'en 1858, intégré au bailliage de Varel (de))
- Bailliage de Butjadingen (de) (à partir de 1879)
- Bailliage de Brake (de)
- Bailliage de Burhave (de) (jusqu'en 1858, intégré au bailliage de Stollhamm (de))
- Bailliage de Cloppenburg (de)
- Bailliage de Damme (de) (jusqu'en 1879, intégré au bailliage de Vechta (de))
- Bailliage de Delmenhorst (de)
- Bailliage d'Elsfleth (de)
- Bailliage de Friesoythe (de)
- Bailliage de Ganderkesee (de) (jusqu'en 1858, intégré au bailliage de Delmenhorst (de))
- Bailliage de Jever (de)
- Bailliage de Kniphausen (jusqu'en 1858, intégré au bailliage de Jever (de))
- Bailliage de Landwürden (de) (jusqu'en 1879, intégré au bailliage de Brake (de))
- Bailliage de Löningen (de) (jusqu'en 1879, intégré au bailliage de Cloppenburg (de))
- Bailliage de Minsen (de) (jusqu'en 1858, intégré au bailliage de Jever (de))
- Bailliage d'Oldenbourg (de)
- Bailliage de Rastede (de) (jusqu'en 1868, intégré au bailliage d'Oldenbourg (de))
- Bailliage de Rodenkirchen (de) (jusqu'en 1858, intégré au bailliage de Brake (de))
- Bailliage de Rüstringen (de) (à partir de 1902)
- Bailliage de Steinfeld (de) (jusqu'en 1871, intégré au bailliage de Vechta (de))
- Bailliage de Stollhamm (de) (1858-1879, intégré au bailliage de Butjadingen (de))
- Bailliage de Tettens (de) (jusqu'en 1858, intégré au bailliage de Jever (de))
- Bailliage de Varel (de)
- Bailliage de Vechta (de)
- Bailliage de Westerstede (de)
- Bailliage de Wildeshausen (de)
- Bailliage de Zwischenahn (de) (jusqu'en 1858, intégré au bailliage de Westerstede (de))

### Principauté de Birkenfeld
La principauté de Birkenfeld (Fürstentum Birkenfeld) était l'une des trois subdivisions principales. Son chef-lieu était Birkenfeld. Elle comprenait 89 communes (Gemeinden) en 1900 et 88 en 1910. Sa superficie était de 502,83 km2 en 1900 comme en 1910. Sa population était de 43 406 habitants en 1900 et de 50 496 habitants en 1910.
- Bailliage de Birkenfeld
- Bailliage de Nohfelden
- Bailliage d'Oberstein

### Principauté de Lübeck
La principauté de Lübeck (Fürstentum Lübeck) était l'une des trois subdivisions principales. Son chef-lieu était Eutin. Elle comprenait 19 communes (Gemeinden) en 1900 comme en 1910. Sa superficie était de 541,23 km2 en 1900 et de 541,66 km2 en 1910. Sa population était de 37 340 habitants en 1900 et de 41 300 habitants en 1910.
- Bailliage d'Eutin (de)
- Bailliage de Großvogtei (de)
- Bailliage de Kaltenhof (de)
- Bailliage de Kollegiatstift (de)

## Galerie

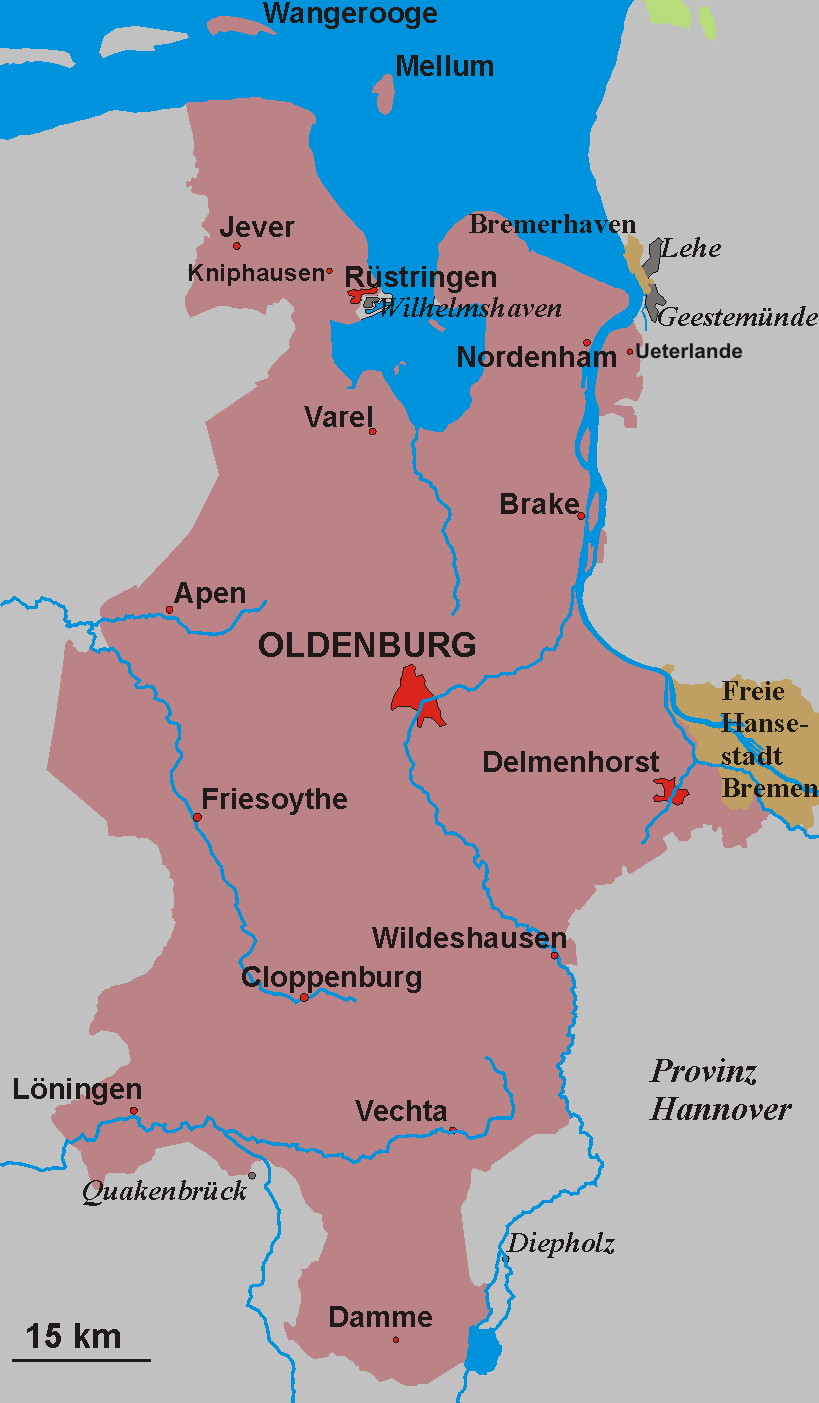
Carte du grand-duché d'Oldenbourg proprement dit.
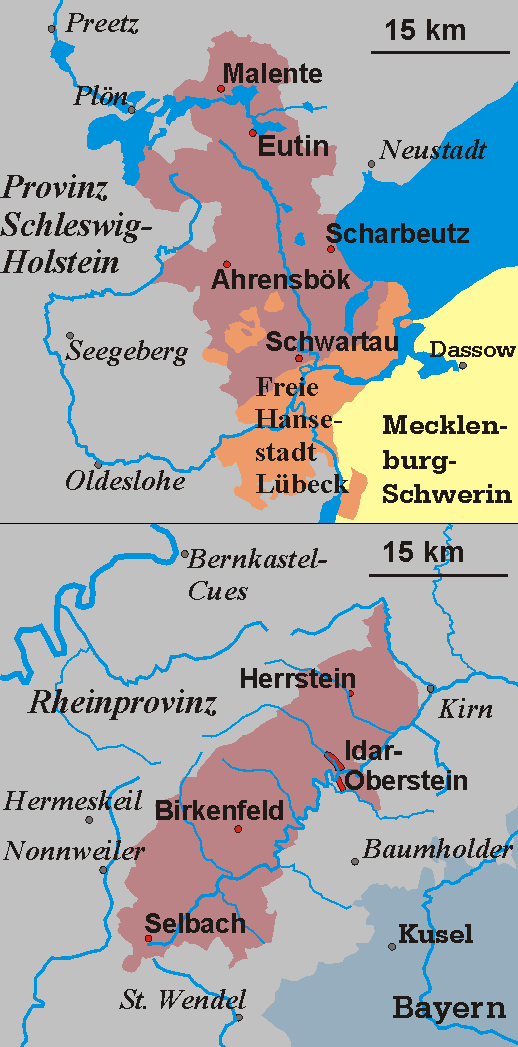
Carte du duché de Lübeck et la principauté de Birkenfeld.